# ساتوشي هاشيموتو
ساتوشي هاشيموتو (باليابانية: 橋本さとし؛ بالكانا: はしもと さとし) هو مغني ومؤدي صوت وممثل ياباني، ولد في 26 أبريل 1966 في أوساكا في اليابان.

## أعمال

### أفلام
- (2010) الشبح بين ذراعيك مجددا

## وصلات خارجية
- ساتوشي هاشيموتو على موقع IMDb (الإنجليزية)
- ساتوشي هاشيموتو على موقع ميوزك برينز (الإنجليزية)
- ساتوشي هاشيموتو على موقع قاعدة بيانات الفيلم (الإنجليزية)
- ساتوشي هاشيموتو على موقع ANN person (الإنجليزية)